# Luiz Fux
Luiz Fux (Río de Janeiro, 26 de abril de 1953) es un jurista, profesor universitario y magistrado brasileño, actual ministro y presidente del Supremo Tribunal Federal. Fue ministro del Tribunal Superior Electoral de 2014 a 2018, habiendo sido presidente de la corte electoral entre febrero y agosto de 2018. Ejerció también la función de ministro del Superior Tribunal de Justicia de 2001 a 2011.
Es bacharel (1976) y doctor (2009) en derecho por la Facultad de Derecho de la Universidad del Estado de Río de Janeiro (UERJ). Desde 1995 es profesor titular de derecho procesal civil de la UERJ, teniendo chefiado el Departamento de Derecho Procesal desala universidad, además de haber lecionado proceso civil en la Escuela de Magistratura del Estado de Río de Janeiro y derecho judicial civil en la Pontificia Universidade Católica do Rio de Janeiro.
Fue abogado de la Shell de Brasil de 1976 a 1978, fiscal de justicia del Ministerio Público del Estado de Río de Janeiro de 1979 a 1982 e ingresó, el año siguiente, en la carrera de la magistratura fluminense por medio de concurso público, habiendo sido juez de derecho de 1983 hasta 1997, cuando fue promovido la desembargador del Tribunal de Justicia de Río de Janeiro.
En 2001, fue indicado por el presidente Fernando Henrique Cardoso al cargo de ministro del Superior Tribunal de Justicia, allí permaneciendo hasta 2011, año en que fue indicado pela presidenta Dilma Rousseff al cargo de ministro del Supremo Tribunal Federal. Es miembro de la Academia Brasileira de Letras Jurídicas desde 2008 y de la Academia Brasileira de Filosofía desde 2014. Presidió la comisión de juristas que elaboró el anteproyecto del Código de Proceso Civil, en vigor desde 2016.

## Carrera jurídica
Hijo de Mendel Wolf Fux y Lucy Luchnisky Fux, judíos de origen romena exiliados por la Segunda Guerra Mundial, Luiz Fux fue creado en el barrio carioca del Andaraí y estudió en el Colégio Pedro II.
Se formó en derecho en 1976 por la entonces Universidad Estadual de Guanabara (hoy Universidade do Estado do Rio de Janeiro) y por la misma universidad se hizo doctor en derecho procesal civil el año de 2009.
Inició la carrera profesional en la abogacía privada como abogado de la Royal Dutch Shell Brasil S.A. Petróleo de 1976 a 1978, habiendo sido aprobado en primer lugar en concurso para el cargo. De 1979 a 1982, fue fiscal de justicia del Ministerio Público del Estado de Río de Janeiro, habiendo actuado en las comarcas de Trajano de Moraes, Santa Maria Madalena, Cordeiro, Cantagalo, Nova Iguaçu, Macaé y Petrópolis. Fue también curador de fundaciones, en el mismo periodo.
En 1983, ingresó en la carrera de la magistratura fluminense como juez de derecho, aprobado en primer lugar en concurso, y ejerció actividades en las comarcas de Niterói, Duque de Caxias, Petrópolis y Río de Janeiro (capital). Fue promovido por merecimento para el cargo de juez de derecho de la Entrância Especial, habiendo sido titule de la 9ª Vara Cível del Estado de Río de Janeiro. Ejerció la función de juez electoral en la 13ª Zona Electoral y 25.ª Zona Electoral Río de Janeiro. Fue también promovido por merecimento para el cargo de juez del Tribunal de Alzada del Estado de Río de Janeiro.
En 1997, Fux fue promovido la desembargador del Tribunal de Justicia del Estado de Río de Janeiro, donde permaneció hasta 2001.

### Ministro del STJ
En 2001, fue el escogido por el entonces presidente Fernando Henrique Cardoso para ocupar el cargo de ministro del Superior Tribunal de Justicia por el tercio destinado la desembargadores de Tribunales de Justicia, en vacante dejada por el entonces ministro Hélio Mosimann, que se hube jubilado. Fue empossado en 29 de octubre de 2001.

### Ministro del STF y TSE

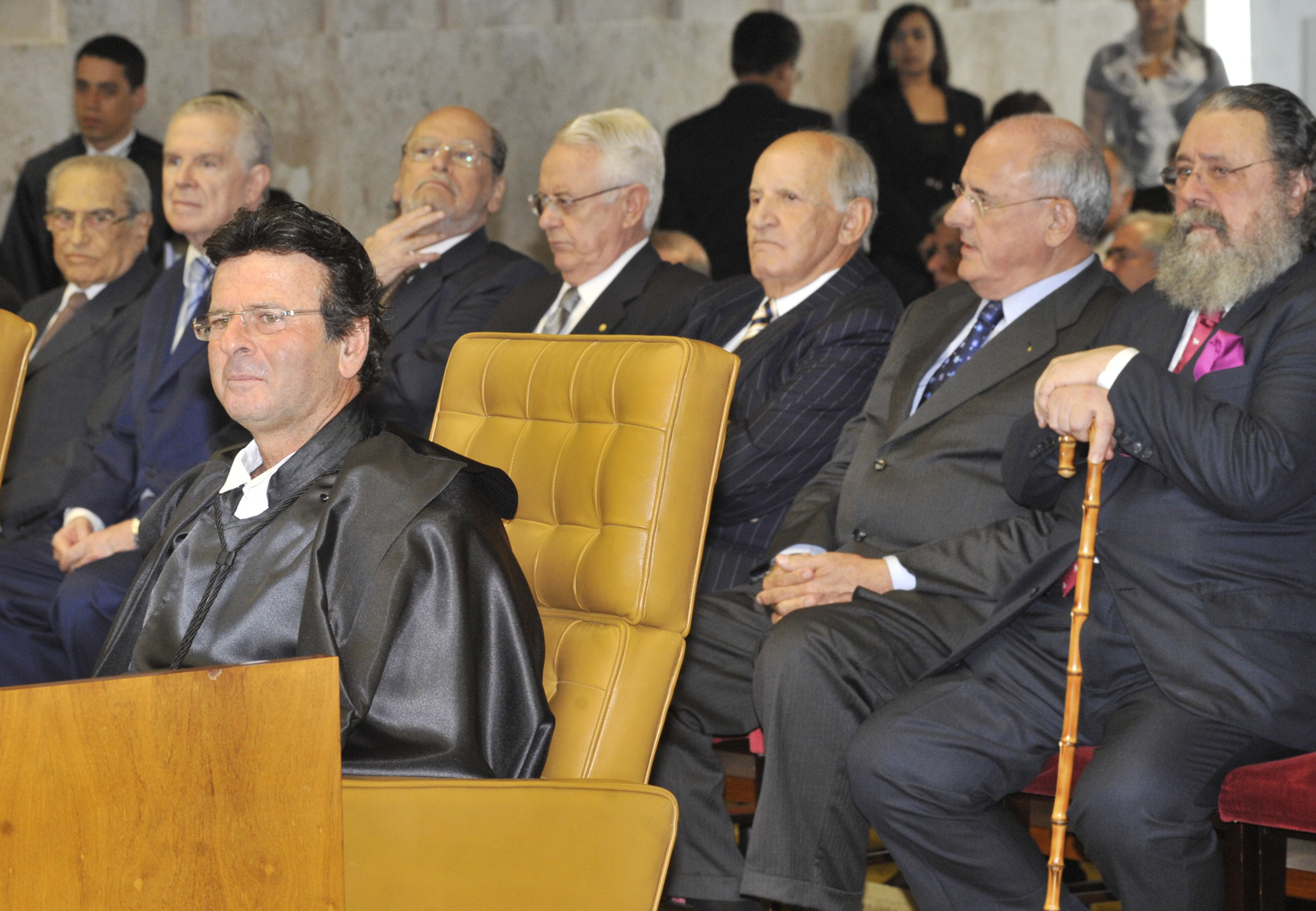
Posesión del Ministro Luiz Fux en el plenario del Supremo Tribunal Federal (STF). Al fondo, los ministros jubilados del Supremo (izquierda a la derecha) Aldir Passarinho, Sydney Sanches, Sepúlveda Pertence, Carlos Velloso, Maurício Corrêa, Nelson Jobim y Eros Grado.

En 1 de febrero de 2011, fue indicado pela Presidente Dilma Rousseff para ocupar una silla del Supremo Tribunal Federal (STF), vacante desde agosto de 2010 con la jubilación del entonces ministro Eros Grado. La indicación fue defendida por los políticos Sergio Cabral Hijo (exgobernador de Río de Janeiro)  y Antonio Palocci (exministro jefe de la Casa Civil). En 9 de febrero de 2011 la Comisión de Constitución, Justicia y Ciudadanía de Senado Federal de Brasil (CCJ) aprobó por unanimidad la indicación de Luiz Fux para el STF. Enseguida, la materia siguió para el plenario de Senado Federal de Brasil que aprobó la indicación por 68 votos a favor, dos contra y sin ninguna abstención. En 11 de febrero de 2011, fue nombrado ministro del STF. A las 16 horas de 3 de marzo de 2011 Luiz Fux tomó posesión como ministro del Supremo Tribunal Federal bajo la presidencia del ministro Cezar Peluso.  En el TSE, fue empossado como miembro sustituto en mayo de 2011.  Tomó posesión como realizó en 2014. En 2016 tomó posesión como vicepresidente del TSE.  En 2017 votó en el TSE a favor de la cassação de la chapa Dilma-Temer, acompañando el voto del relator, ministro Herman Benjamin también acompañado por la ministra Rosa Weber quedando los tres ministros vencidos. En diciembre de 2017, fue elegido presidente del TSE, sin embargo quedó sólo 6 meses en la presidencia del tribunal.

## Otras actividades

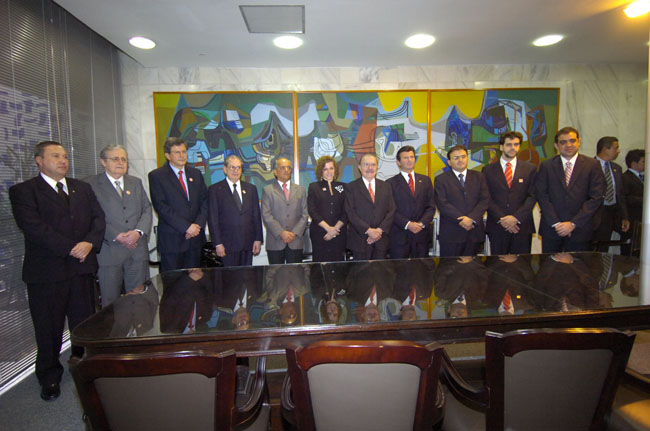
Comisión de juristas responsables por la elaboración del anteproyecto del nuevo Código de Proceso Civil brasileño.

Miembro de la Academia Brasileña de Letras Jurídicas desde 2008, presidió la comisión de juristas que elaboró el anteproyecto del nuevo Código de Proceso Civil Brasileño, concluido en 8 de junio de 2010. Una de sus mayores preocupaciones fue la morosidade de la Justicia; Fux propuso la limitación del número de recursos.
Actuante en el área de derechos humanos, Fux defiende el reconocimiento efectivo por la Judicatura de los derechos sociales garantizados en la Constitución.  Recibió en 2011 la Medalla del Mérito Cívico Afro-Brasileño de la Organización No-Gubernamental Afrobras y por la Facultad Zumbi de los Palmares.

## Premios[21]
- Medalla del Mérito Electoral del Distrito Federal, 2010.
- Trofeo Theodor Herzi, Hebraica, 2009.
- Medalla de la Orden del Mérito de la Defensa, 2008.
- Pegar del Mérito Ministro Victor Nunes Leal - Tribunal de Cuentas del Municipio de Río de Janeiro, Brasil, 2007.
- Premio Jabuti de Literatura - Categoría Derecho, 2007.
- Premio de Destaque Nacional en Desarrollo Sostenible y Responsabilidad Social - BIOSFERA, 2007.
- Moción de Reconocimiento por los magnânimos servicios prestados en defensa de los derechos de la población brasileña y en respeto a la Carta Magna de la Nación, 2007.
- Comenda de la Orden del Mérito del Derecho Público, 2006.
- Medalla de la Inconfidência, 2006.
- Medalla de la Orden del Mérito Naval, 2006.
- Medalla del Club Israelí Brasileña - "B'nai B'rith", 2006.
- Medalla del Mérito Cívico Afrobrasileiro, Afrobrás, 2006.
- Medalla Mariscal Mascarenhas de Moraes, 2006.
- Medalla Mérito Seguridad Pública – RJ, 2006.
- Medalla Orden del Mérito Ministerio Público Militar, 2006.
- Trofeo Palacio de la Justicia Desembargador Renato de Mattos, 2006.
- Trofeo Raza Negra, 2006.
- Condecoração de Alta Distinción, en la Orden del Mérito Ministerio Público Militar, 2005.
- Medalla de la Orden del Mérito Militar, 2005.
- Medalla del Mérito Cultural de la Magistratura, 2005.
- Medalla Orden del Mérito Judicial del TRT 1.ª Región, en el Grado Grã-Cruz, 2004.
- Orden del Mérito Ministerio Público Militar, 2004.
- Título de Socio Honorário de la Asociación Brasileña de las Administradoras de Inmóviles, 2004.
- Medalla Albert Sabin, 2003.
- Medalla de la Orden del Mérito Judicial Militar, 2003.
- Medalla Tiradentes, 2003.
- Medalla Pedro Ernesto, 2001.
- Pegar del Mérito Judicial, 1998.

## Publicaciones
Fux es autor, entre otras obras, de:
- Curso de Derecho Procesal Civil,, 2008, 4º ed., ISBN 978-85-3092770-7
- El Nuevo Proceso de Ejecución,, 2008, ISBN 978-85-3092588-8
- La Reforma del Proceso Civil,, 2008, ISBN 978-85-7626299-2
- Locações, Proceso y Procedimientos, 2008, ISBN 978-8-57626300-5